# نينمينا
نينمينا كانت إحدى الإلهات في الميثولوجيا السومرية والأكادية، وقد ارتبطت بشكل خاص بفكرة التاج الإلهي، الذي يمثل السلطة والشرعية والهيبة السماوية. كانت تُعد رمزًا للسيادة المقدسة التي يمنحها الآلهة للملوك والقادة، وتُجسد المفهوم الروحي الذي يربط بين الحكم الأرضي والنظام الكوني الإلهي. يظهر اسم نينمينا في النصوص الدينية والطقوس التي تتعلق بالتتويج والمراسيم الملكية، ما يعكس مكانتها الرمزية كحارسة للشرعية الإلهية التي تبارك بها العروش وتضفي القداسة على السلطة الحاكمة." كانت مرتبطة ارتباطًا وثيقًا بالصولجان المؤله، نينجيدرو ، ومع العديد من آلهة الولادة، مثل نينهورساج.